# Roualeyn George Gordon-Cumming
Roualeyn George Gordon-Cumming, född 15 mars 1820, död 24 mars 1866, var en brittisk forskningsresande.
Hans dagbok Five years of a hunter's life in the far interior of South Afrika (2 band 1850, 6:e upplagan 1870) lämnade värdefulla bidrag till kunskapen om Sydafrikas djurvärld.